# Aegi-Hochstraße

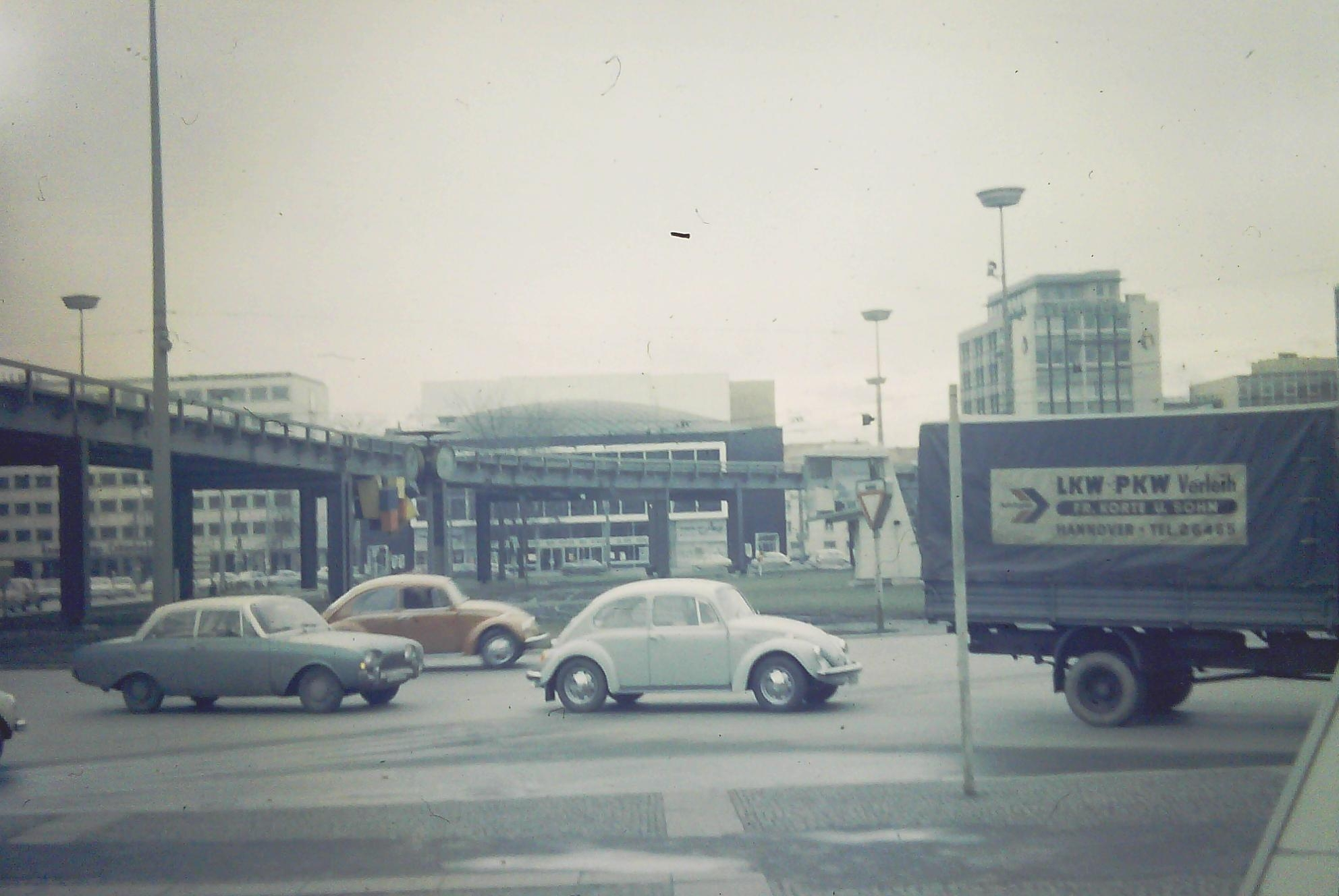
Aegi-Hochstraße, 1968

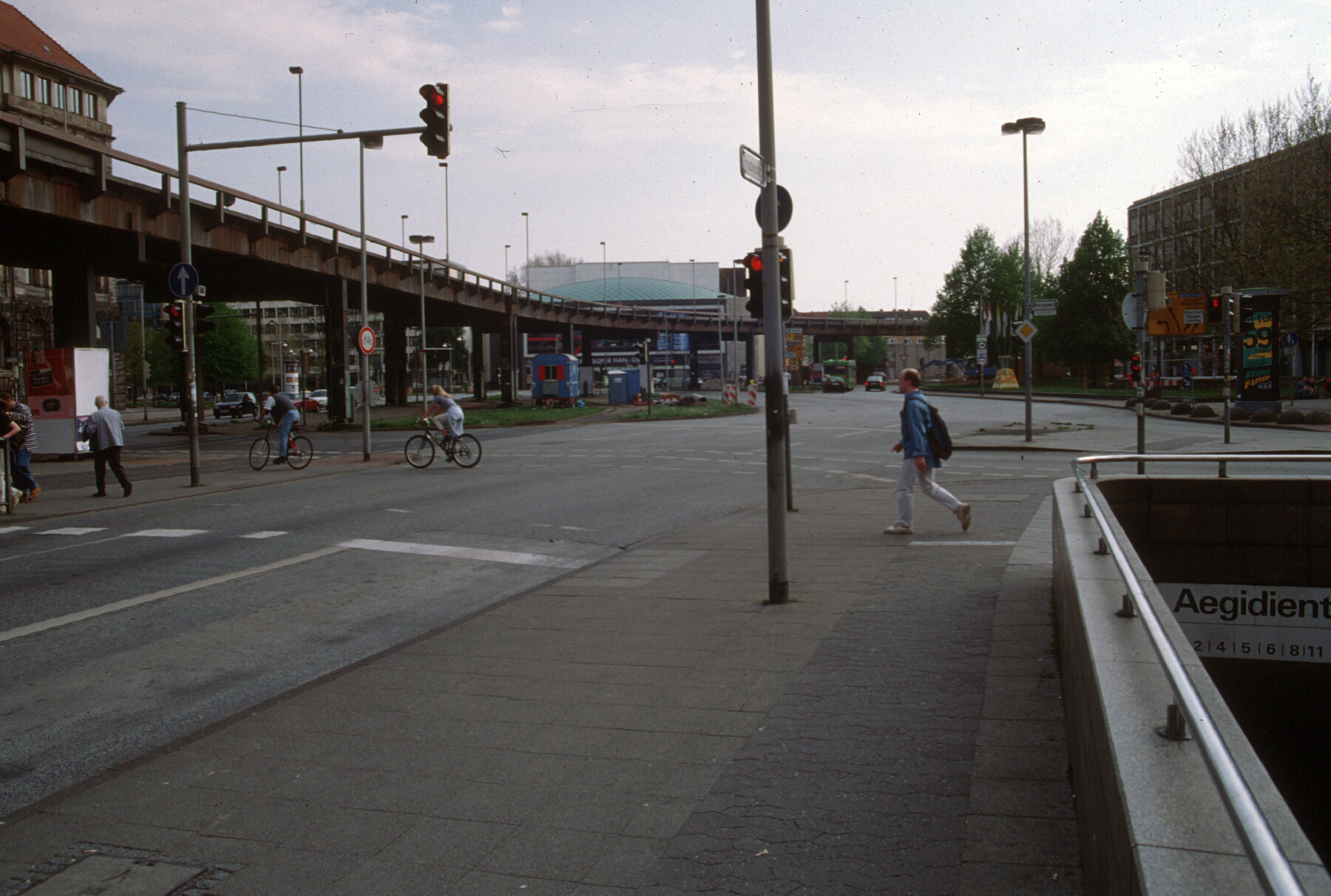
Aegi-Hochstraße 1998, gleicher Stand wie Bild von 1968

Die Aegi-Hochstraße war eine 1968 erbaute Hochstraße über den Aegidientorplatz in der niedersächsischen Landeshauptstadt Hannover. Die Brücke diente bis zu ihrem Abriss im Jahr 1998 dem automobilen Straßenverkehr an der Grenze der Stadtteile Mitte und Südstadt. Sie verband im Verlauf des Innenstadtrings den Schiffgraben mit dem Friedrichswall und entlastete den Verkehr insbesondere an den Kreuzungen zur Hildesheimer Straße, zur Georgstraße und zur Marienstraße.

## Beschreibung
Die zweispurige Stahlhochstraße hatte eine Länge von rund 617 Metern im Innenbogen und eine Fahrbahnfläche von 2170 m². Das Tragwerk bestand aus 78 Hauptträgern, die auf Zwischenstützen aus Stahl lagen und auf Stahlbeton-Einzelfundamenten gegründet waren. Die Konstruktion hatte ein Gewicht von etwa 1200 Tonnen. Hersteller der Ganzstahl-Schnellbrücke vom Typ Rheinhausen war die Firma Fried. Krupp Maschinen- und Stahlbau Rheinhausen. Die Brücke aus standardisierten Einzelteilen wurde an fünf Wochenenden im Herbst 1968 montiert. Die Baukosten betrugen etwa 2,4 Mio. DM. Die Freigabe für den Verkehr erfolgte am 1. November 1968. Mit etwa 33.000 Fahrzeugen in 24 Stunden war die Brücke ein verkehrsmäßig stark belasteter Teil des Innenstadtrings. 
Anfangs überbrückte die Hochstraße die Baugrube, die auf dem Aegidientorplatz infolge des in den 1960er Jahren begonnenen unterirdischen Stadtbahn-Baus entstanden war. Sie war ursprünglich als Provisorium geplant und sollte nach zehn Jahren wieder abgebaut werden. Im Winter war sie oft wegen Glatteisbildung gesperrt. Wegen zunehmender Korrosionsschäden wurde die Brücke am 17. und 18. Oktober 1998 abgerissen. Zuletzt war sie nur noch für Pkw bis 3,5 Tonnen Gesamtgewicht zugelassen und auf eine Höchstgeschwindigkeit von 30 km/h begrenzt.